# Los pioneros del mañana
Los pioneros del mañana (en árabe: رواد الغد‎, romanizado: Ruwād al-Ghad; también Pioneros del futuro) es un programa de televisión infantil palestino emitido desde 2007 en Al-Aqsa TV, canal controlado por el grupo islamista Hamás. El programa se producía al estilo de un programa infantil, con una presentadora, marionetas disfrazadas y llamadores infantiles. Formaba parte de una amplia campaña de propaganda de Hamás destinada a adoctrinar a los niños, insensibilizarlos ante la violencia y radicalizarlos en general. Se conocen al menos 26 episodios de Los pioneros del mañana. El programa ha suscitado numerosas críticas por promover el antisemitismo, el yihadismo y el odio a EE. UU. entre el público infantil.

## Antecedentes
En los territorios palestinos, varias instituciones sociales, culturales e infantiles financiadas por Hamás se han convertido en parte integrante de su aparato terrorista y se dedican a la incitación, la radicalización social y el reclutamiento, incluso animando a los niños a esforzarse por morir como un shahid; según un informe del FBI, Hamás financiaba escuelas que adoctrinaban a los niños para que se convirtieran en terroristas suicidas. En la sociedad islamista ideal pintada por la propaganda de Hamás, el ciudadano más venerado es un shahid; a los niños palestinos se les enseña a reconocer la virtud suprema de «morir por Alá», lo que facilita su utilización como terroristas.
El grupo considera a los niños una herramienta legítima en la lucha contra Israel; Salah Shehade, fundador del ala militante de Hamás, declaró en una entrevista que los niños deben ser entrenados antes de llevar a cabo atentados terroristas, enrolándolos en una unidad especial del ala militante del grupo. Se señaló que el mensaje de vídeo suicida de la terrorista Reem Riyashi podría haber sido organizado por Hamás con el fin de utilizar su atentado para radicalizar a los niños palestinos. Hamás trata de equiparar la «educación» familiar en las mentes de los padres palestinos con la inculcación del odio y el entrenamiento para la yihad, y de insensibilizar y radicalizar a los niños, llevándoles a glorificar la violencia y a participar en ella.
Ver a los medios de comunicación como un «arma decisiva», Hamás imprime periódicos y folletos, utiliza sitios de Internet, televisión y radio, controla mezquitas e incluso apoya conjuntos vocales, todo lo cual ensalza a Hamás y promueve su ideología. En 2006, poco antes de las elecciones parlamentarias en la Franja de Gaza, a imitación de la cadena libanesa Al-Manar TV, de Hezbolá, Hamás lanzó su propio canal Al-Aqsa TV para emitir tanto para la audiencia palestina como para la mundial. Los programas infantiles de la cadena también difunden la ideología del grupo, incluyendo llamamientos al asesinato de judíos; uno de ellos fue el programa de televisión «Pioneros del mañana».

## Personajes del espectáculo

### Saraa Barhoum
Saraa Barhoum, la presentadora del programa, era una niña de 10-11 años en el momento de su lanzamiento. Su padre es profesor universitario en Gaza, y el tío de Fawzi Barhoum es portavoz de Hamás. Fue invitada a presentar el programa tras participar en un concurso de canto. El director del programa, Hazim Al-Sharaoui, declaró que Saraa era la elección perfecta para presentarlo porque, según él, «ha sido testigo de invasiones, demoliciones de casas, bombardeos diurnos y nocturnos». En una entrevista, Saraa afirmó que ella y su hermano menor resultaron heridos cuando un proyectil israelí alcanzó una casa vecina.
Saraa cantó canciones en algunos episodios del programa. Un clip en el que aparecía sobre el movimiento juvenil Hamás y su presencia en las escuelas promovía la idea de que «el principal valor es la muerte, no la vida». En agosto de 2007, Saraa declaró en una entrevista que quería ser médico y, si eso no funcionaba, shahid.

### Tío Hazim
Hazim Al-Sharaoui, creador y moderador del programa, apareció en varios episodios. Aparecía como tío de Farfour (el primer copresentador de Saraa) y a menudo ejercía de disciplinario cuando Farfour se portaba mal. Por ejemplo, en el episodio 101, Hazim reprendió a Farfur por usar el inglés, y en el episodio 104 responsabilizó a Farfur de copiar en el examen.

### El ratón Farfur
El copresentador Farfur, un gran personaje disfrazado que se parece a Mickey Mouse, predicaba ideas de supremacía islámica, animaba a los niños a prepararse para la «liberación» de Jerusalén e Iraq y les enseñaba a manejar un fusil Kalashnikov y granadas. Los episodios en los que aparecía enseñaban a los niños a odiar a los judíos.
A finales de junio de 2007, el programa mostró la muerte del ratón Farfur a manos de un actor que había actuado como «agente israelí» y le había golpeado hasta la muerte. «Farfur cayó muerto como un mártir en defensa de su tierra. Unos niños asesinos le arruinaron», dijo la presentadora Saraa. Walt Disney Company, que persigue a todos los infractores de sus derechos de autor, no ha emprendido ninguna acción legal contra un programa de televisión de Hamás por el uso de su personaje, según el periódico Le Monde, por miedo al grupo.

### Abejorro Nahul
En julio de 2007, Farfur fue sustituido por un nuevo personaje de marioneta agitadora, el abejorro (en algunas traducciones, la abeja) Nahul (árabe نحول). Suspendido con cables del techo del estudio, chillaba con voz infantil: «Soy Nahul, primo de Farfur, que luchó y murió como un mártir por el Islam y la patria. Quiero continuar el camino de Farfour, el camino del Islam y de los héroes Shahid». Nakhoul prometió continuar en la senda de los «guerreros de la yihad» y «vengarse sin tregua de los enemigos de Alá, los asesinos de los profetas».
En enero de 2008, un programa mostró la muerte de Nakhoul debido a la denegación de asistencia médica por parte de Israel. La presentadora dijo en ese momento: «Hoy felicitamos, oh Nahul, esta es tu boda, Nahul. No lo vemos como tu muerte, Nahul, sino como tu boda, Nahul». Nahul reapareció en las ediciones 2013-2014 del programa apelando a la negativa a negociar, y golpear y matar judíos.

### Conejo Asood
En febrero de 2008 Nahul fue sustituido por un conejo (en algunas traducciones - liebre) llamado Asud (árabe اسود - león), copiado del personaje Bugs Bunny. Prometió matar judíos y comérselos. Más tarde declaró que si los daneses volvían a dibujar otra caricatura del profeta Mahoma, mataría y se comería también a los daneses. En febrero de 2009, en su última emisión, Asoud, herido de muerte, explicó que fue a la sede de Al-Aqsa TV tras oír que las fuerzas israelíes podrían bombardearla durante la operación Plomo Fundido. El moribundo Asoud pidió que dijeran a sus hijos que moría como un héroe y un shahid, y pidió la «liberación» de Tel Aviv, Jaffa, Acre y Haifa. Tras los infructuosos intentos de reanimar a Asoud, todos los niños de la emisión dijeron: «Nos sacrificaremos por ti, oh Palestina».

### El oso Nassour
Tras el ratón, el abejorro y el conejo que murieron luchando contra Israel, el siguiente copresentador del programa fue el oso Nassour, que prometió seguir el camino de sus predecesores y luchar contra los «sionistas». Dijo que había venido a la Franja de Gaza para convertirse en muyahidín y proteger a los niños de Palestina (e insinuó que podría haber venido de Irán). En su primer episodio, el 13 de febrero de 2009, Nassour prometió unirse a las Brigadas Izz ad-Din al-Qassam (el ala militante de Hamás). Más tarde declararía sobre los judíos: «Queremos masacrarlos, Saraa, expulsarlos de nuestra tierra... tendremos que [hacerlo] mediante una masacre».

### Pollo Karkour
El 29 de marzo de 2013 se emitió el siguiente episodio del programa, en el que los niños invitados al estudio comentaron con el presentador su deseo de morir como shahids y cantaron la canción correspondiente. En el programa aparecía un personaje vestido de pollo. El 28 de julio de 2014, el hermano de Mohammed al-Arir, asesinado en Gaza, publicó un artículo en el sitio web The Electronic Intifada en el que afirmaba que Mohammed interpretaba al pollo Karkour en el espectáculo Pioneros del Mañana, con una foto de este personaje disfrazado. El artículo no menciona el hecho de que el difunto actor era terrorista de Hamás y que murió en el tiroteo, y que interpretó al abejorro «resucitado» Nahul en un episodio que llamaba al asesinato de judíos.

## Episodios

### Temporada 1: abril-junio 2007
| N.º en serie | N.º en temp. | Título                                     | Fecha de emisión original |
| --- | ------------ | ------------------------------------------ | ------------------------- |
| 101 | 1            | «Farfur fue sorprendido hablando inglés»   | 13 de abril de 2007       |
| Farfour y Saraa discuten los temas del shahidismo y el «retorno de Al-Aqsa» con la chica que llama, y luego charlan con el chico que llama, a quien Saraa explica que «el día en que el Islam gobierne el mundo, habrá justicia, amor y paz, y todas las personas se amarán. Esa es la historia». A continuación, habla de los propósitos del ayuno, la oración, la lectura del Corán, y el árabe clásico y la comunicación en él. Más adelante, el tío Hazim sorprende a Farfur hablando en inglés y le reprende. Saraa explica a Farfur que debería estar orgulloso de su lengua árabe y de que la cultura islámica sea la fuerza dominante en el mundo. Farfour informa al presentador de su intención de «[establecer] la piedra angular del liderazgo mundial bajo la dirección islámica» con «nuestros queridos hijos», y Saraa responde que el programa servirá de «núcleo» para «reunificar» Gaza, Jerusalén y Ramala en una «Palestina unida». Farfour también habla de la importancia de la oración. Más adelante afirma: «Sí, nosotros, los pioneros del mañana, devolveremos a esta nación su gloria, y liberaremos Al-Aqsa, inshaallah, y liberaremos Irak, inshaallah, y liberaremos los países musulmanes donde los asesinos han invadido». El tío Hazim habla de los asesinatos de niños, refiriéndose a las noticias de ayer. Saraa admite que los vio y se sintió muy conmovida. El tío Hazim continúa: «Lo hacen en Irak, Afganistán y Palestina, y recientemente lo han hecho en el Líbano». |              |                                            |                           |
| 102 | 2            | «Farfur contra Bush, Olmert y Condoleezza» | 20 de abril de 2007       |
| Farfour reacciona negativamente a una canción cantada por una oyente llamada Esraa cuando ésta utiliza la palabra «rendirse» en su canción. Esraa explica que no quieren rendirse, sino ganar. Farfour está de acuerdo y declara: «¡Venceremos, Bush! ¡Ganaremos, Sharon! Ah, Sharon está muerto. ¡Vamos a ganar, Mofaz! Mofaz se ha ido. ¡Ganaremos, Olmert! ¡Ganaremos! ¡Ganaremos, Condoleezza!». |              |                                            |                           |
| 103 | 3            | «Farfur y AK-47»                           | 27 de abril de 2007       |
| Una niña llamadora, Harwa, interpreta una canción sobre la «respuesta» de AK-47 al canto de la ciudad de Rafah (situada en la Franja de Gaza), y Farfour actúa la canción en pantomima. Más tarde, otro niño que llama, Mohammed, canta: «Oh Jerusalén, ha llegado la hora de la muerte». El presentador explica a Farfur que hay que esforzarse por aprenderse todo el Corán de memoria: «Puesto que queremos dirigir el mundo, [por eso] queremos aprendernos [todo] el Corán de memoria». |              |                                            |                           |
| 104 | 4            | «Han pillado a Farfur haciendo trampas»    | 11 de mayo de 2007        |
| Farfur se prepara para su examen anual y lo aprueba haciendo trampas y utilizando una chuleta. El tío Hazim le pregunta el motivo de su falta. Farfur se excusa: «Porque los judíos destruyeron mi casa y mis libros y registros quedaron bajo los escombros». Pronto se entera de que está prohibido hacer trampas y suspende el examen. El tío Hazim le pregunta: «¿No quieres ser como al-Jwarizmi, al-Razi e Ibn Sina?». Farfour admite que «le gustaría ser [el fundador de los Hermanos Musulmanes] Hassan al-Banna, [el líder de Hamás] Rantisi y [el fundador de Hamás] Ahmed Yassin». El tío Hazim sugiere que «queremos ser eruditos o Jabir ibn Hayyan». En respuesta, dice al público: «Animo a todos los niños a leer más y más para preparar los exámenes porque los judíos no quieren que estudiemos». A continuación, el tío Hazim explica a la audiencia que el Islam ha mantenido seguro al mundo, diciendo: «Pregunten a la historia y pregunten a los judíos si alguna vez vivieron en un periodo mejor que bajo el Islam. Y pregunten a los cristianos cómo se les proporcionó seguridad en iglesias y monasterios. ¿Recuerdan Andalus?». |              |                                            |                           |
| 105 | 5            | «Farfur y el judío»                        | 22 de junio de 2007       |
| El abuelo de Farfur le «explica» la historia. Le enseña que «Tel Aviv es el nombre judío de la tierra que antes se llamaba Tel-ar-Rabi» y que los judíos «le cambiaron el nombre tras la ocupación en 1948». El abuelo le da a Farfur la llave y las escrituras del terreno, y luego muere. Farfur exclama: «El abuelo ha depositado tanta confianza en mí, pero no sé cómo liberar esta tierra de la inmundicia de los judíos ladrones criminales que mataron a mi abuelo y a todos los demás». Farfur es llevado entonces a un interrogatorio, donde un actor que se hace pasar por agente israelí intenta comprar la tierra de Farfur y, al ser rechazado, lo golpea hasta matarlo. La presentadora Saraa anuncia: «Sí, amigos niños, hemos perdido a nuestro querido amigo Farfur. Farfur se convirtió en un shahid en defensa de su tierra. Se convirtió en un shahid a manos de criminales y asesinos, asesinos de niños inocentes». Sigue la llamada de una niña de 3 años que afirma que no le gustan los judíos «porque son perros», a lo que el presentador añade: «Los judíos son criminales y enemigos». |              |                                            |                           |

### Temporada 2: julio de 2007-febrero de 2008
| N.º en serie | N.º en temp. | Título                                         | Fecha de emisión original |
| --- | ------------ | ---------------------------------------------- | ------------------------- |
| 201 | 6            | «Saraa y hadices»                              | 6 de julio de 2007        |
| Una persona que llama al programa Shahadah comparte una cita de un hadiz: «El Profeta dijo: Esta Hora no llegará hasta que luchéis contra los judíos y hasta que la piedra tras la que estará el judío diga: "¡Oh musulmán, detrás de mí (acecha) un judío, mátalo!"». |              |                                                |                           |
| 202 | 7            | «Nahul está bajando»                           | 13 de julio de 2007       |
| Nahul Abejorro, el primo del ratón Farfur que murió a manos de los judíos, aparece en el estudio. Jura continuar el camino de Farfur, «el camino del Islam, el heroísmo, el shahidismo y los muyahidines». También anuncia su intención de «liberar» la mezquita de Al-Aqsa de la «impureza de los enemigos de Alá» y que él y sus compañeros «morirían por ello». |              |                                                |                           |
| 203 | 8            | «La denuncia de Nahul»                         | 20 de julio de 2007       |
| Nakhoul dice a la audiencia que «liberaremos Al-Aqsa de la inmundicia de los criminales judíos». Una persona que llama al estudio, Sabah, comparte su deseo de convertirse en periodista, y Nakhoul le pide que «haga fotos de judíos mientras matan a Farfour y a niños pequeños». Más tarde, llama Izz al-Din, de Ramala, y Nakhoul sugiere «ir a la yihad cuando seamos mayores». |              |                                                |                           |
| 204 | 9            | «El gran día libre de Nahul»                   | 10 de agosto de 2007      |
| Nakhoul se queja de que «Al-Aqsa está en cautiverio», y añade: «Debemos levantarnos para vengarnos de los criminales judíos, de los ocupantes sionistas. Debemos liberar Al-Aqsa». Cuando el presentador le pregunta cómo hacerlo, Nakhoul explica: «Con oraciones matutinas, sangre, sacrificio y dolor, con shahids y paciencia». Saraa se ofrece entonces a comprobar qué ha estado haciendo Nahul últimamente, tras lo cual se le muestra visitando el zoo de Gaza, donde Nahul arrastra a un gato por la cola y lanza piedras a un león enjaulado. Saraa le recuerda el hadiz según el cual «una mujer fue al infierno porque encerró a su gato sin alimentarlo ni dejarle comer», y advierte a Nahul contra un destino similar. |              |                                                |                           |
| 205 | 10           | «Nahul y Saraa — Extravagancia de Eid al-Adha» | 21 de diciembre de 2007   |
| Se acerca el Eid al-Adha, y Saraa interpreta para los telespectadores y un periodista de Al-Aqsa TV una versión especial de la canción interpretada originalmente en el episodio 103, sobre «la liberación [de Palestina] de Tiberíades a Innaba». La presentadora cuenta con el apoyo de un coro masculino. Saraa canta que «liberamos Gaza por la fuerza, no gracias a Oslo ni a Taba... Rafah canta, y el Kalashnikov responde». La canción termina con las palabras: «Oh Gaza, la primera piedra de la intifada, donde celebramos nuestra victoria — iza velas para los marineros, tu faro ilumina el mar de sangre». Saraa se dirige a Nahul, que está fuera, y le pregunta si quiere transmitirle la enhorabuena, pero el abejorro exclama: «¿Debo transmitir felicitaciones a mi hermano, que cayó mártir en la Primera Intifada, a manos de los judíos sionistas? ¿A mi segundo hermano, que cayó mártir en la Segunda Intifada? ¿A mi tía, mártir del bloqueo, o a sus huérfanos? ¿A mi madre, enferma de diabetes, o a mi padre, enfermo de hepatitis C? ¿A quién debo felicitar, Saraa? Estás echando sal en mis heridas». |              |                                                |                           |
| 206 | 11           | «La aparición de Asood»                        | 1 de febrero de 2008      |
| Nahul tiene una enfermedad terminal. Sus padres no han podido llevarlo a Egipto para operarlo. Se lamentan de que «todos los niños de Palestina mueren sin tratamiento». Tras la muerte de Nahul, el público conoce a su hermano, un conejo llamado Asoud. Cuando Asoud pregunta dónde está Nahul, los padres primero fingen que ha salido a pasear y que volverá pronto, pero finalmente le dicen a Asoud que «tu hermano Nahul murió como un mártir». A Asud se le rompe el corazón y decide seguir el camino de Nahul igual que Nahul siguió el camino de Farfur. Acudiendo a la sede de Al-Aqsa TV, Asud declara a los telespectadores: «Soy de la diáspora y llevo conmigo la Llave del Retorno. Insha'Allah, usaremos esta llave para liberar nuestra Al-Aqsa». Saraa da la bienvenida a Asoud y explica a la audiencia que a partir de ahora será el nuevo copresentador. Asood pregunta a la presentadora: «Todos buscamos el martirio, ¿verdad, Saraa?» y ella responde: «Claro que sí. Todos estamos dispuestos a sacrificarnos por nuestra patria. Sacrificaremos nuestras almas y todo lo que tenemos por la patria». Asoud proclama: «Liberaremos Al-Aqsa de la inmundicia de estos sionistas», y declara al público "soldados de los Pioneros del Mañana". El espectáculo termina con Asoud declarando: «Yo, Asoud, me libraré de los judíos, inshaallah, y me los comeré, inshaallah, ¿verdad?», a lo que Saraa responde: «Inshaallah». |              |                                                |                           |

### Temporada 3: febrero de 2008-enero de 2009
| N.º en serie | N.º en temp. | Título                         | Fecha de emisión original |
| --- | ------------ | ------------------------------ | ------------------------- |
| 301 | 12           | «La historia de Asood»         | 8 de febrero de 2008      |
| El conejo Asoud afirma haberse infiltrado desde Egipto durante la ruptura de la frontera. Él y Saraa hablan de la «liberación» de Tel Aviv, que dicen que originalmente se llamaba «Tel Rabia». El programa termina con una canción con la letra «Nunca reconoceremos a Israel» y un llamamiento a «liberar nuestra patria de la inmundicia sionista». |              |                                |                           |
| 302 | 13           | «Asud contra Dinamarca»        | 15 de febrero de 2008     |
| Asood critica a los caricaturistas daneses por volver a publicar caricaturas de Mahoma. Él y Saraa discuten la situación con una chica que llama, Amani. Advierten a los caricaturistas de que «Alá les pagará por su ridículo». Asood pregunta: «¿Boicoteáis los productos israelíes y daneses?». Saraa indica a Amani que boicotee ambos. Asood promete que si los daneses vuelven a dibujar otra caricatura de Mahoma, «los mataremos, por Alá», y añade que se los comerá. |              |                                |                           |
| 303 | 14           | «Lección de historia de Asood» | 9 de mayo de 2008         |
| Asud visita a su abuelo superviviente (el primero murió en el episodio 105) y éste le cuenta su visión de la historia. En respuesta a las preguntas de Asud sobre dónde vivía originalmente su familia, el abuelo le informa de que vivían en «Tel-ar-Rabi». Asud responde que no existe tal lugar y pregunta: «¿No has envejecido?». El abuelo se enfada y exclama «Mi cabeza aún funciona bien. ¿Intentas confundirme? Aún no estoy senil. Tengo documentos y pruebas». Afirma que «sionistas y judíos» hebraizaron el nombre de la ciudad y que «durante generaciones en la tierra de Palestina, junto a Jaffa, ha sido Tel-ar-Rabi... desde los británicos e incluso antes». Como prueba, el abuelo Asuda ofrece papeles y documentos de tierras, campos, árboles y casas y afirma: «Puedo enseñarte hasta la llave». El abuelo afirma que los judíos falsificaron el nombre de la ciudad «Tel Aviv» y de otras ciudades. Concluye que «todo es mentira, todo son nombres inventados». Asud se disculpa: «No es culpa nuestra. Es culpa del programa escolar».                                                                                |              |                                |                           |
| 304 | 15           | «Asud está robando»            | 11 de julio de 2008       |
| Asud siente la tentación de robar uno o dos billetes del «alijo» de su padre, pero le remuerde la conciencia. Entonces aparece Shaitan y promete a Asud que «nadie te verá ni se enterará». Asud cede y coge dos billetes, a pesar de que Shaitan le recomienda que coja tres. A continuación, el invitado a la transmisión reprende a Asud por robar, explicándole que sus acciones han «causado problemas entre [sus] padres», añadiendo que «robar conduce al infierno», y luego cita las palabras de Mahoma del Corán de que «si mi hija Fátima hubiera robado, le habría cortado la mano». A Asood le dice: «Si estuvieras ahora mismo en Arabia Saudí, te cortaría la mano». Saraa toma notas y discute el castigo de Asood con los niños que han llamado (Asmaa y Noor), que están de acuerdo, por respeto al Corán, en que hay que cortarle la mano a Asood. Asud pide clemencia. Finalmente, Noor accede a que, si Asud se arrepiente y promete no volver a hacerlo, no se le corte la mano. Saraa sugiere como solución de compromiso: «Si no le cortamos la mano, quizá deberíamos cortarle la oreja». Asood vuelve a pedir clemencia. |              |                                |                           |
| 305 | 16           | «Asood se convierte en shahid» | 2 de enero de 2009        |
| Asoud resulta gravemente herido en un bombardeo israelí durante la Operación Plomo Fundido. Al morir en el hospital a causa de sus heridas, Asoud pide que les digan a los niños que murió como un héroe y un shahid, y pide la «liberación» de Tel Aviv, Jaffa, Acre y Haifa. El programa termina con los niños diciendo: «Nos sacrificaremos por ti, oh Palestina». |              |                                |                           |

### Temporada 4: febrero-octubre 2009
| N.º en serie | N.º en temp. | Título                                 | Fecha de emisión original |
| --- | ------------ | -------------------------------------- | ------------------------- |
| 401 | 17           | «Nassour llega a la Franja de Gaza»    | 13 de febrero de 2009     |
| Nassour llega a la Franja de Gaza para convertirse en el nuevo copresentador del programa. En su primer episodio, Nassour promete seguir el camino de sus predecesores y luchar contra los «sionistas». Bear también planea convertirse en muyahidín, unirse a la organización terrorista Brigadas Izz ad-Din al-Qassam (el ala militante de Hamás) y «empuñar las armas» para «proteger a los niños de Palestina». |              |                                        |                           |
| 402 | 18           | «Nassour llega a la Franja de Gaza»    | 20 de marzo de 2009       |
| En el centro del episodio hay un vídeo musical en el que aparece la presentadora del programa, Saraa Barhoum. En el vídeo, Saraa canta sobre el movimiento juvenil Hamás, su presencia en las escuelas y la división entre Israel y Palestina. El vídeo también muestra imágenes de niños lanzando dardos similares a cohetes a la estrella de David y cantando que «la muerte es honor y victoria». |              |                                        |                           |
| 403 | 19           | «Nassour y los hijos de Reem Riyashi»  | 3 de julio de 2009        |
| Nassour y Saraa, tras invitar al estudio a los dos hijos de la terrorista suicida palestina Reem Riyashi, a la que el programa se refiere como «Shahida», les muestran un vídeo musical que simula el atentado suicida de su madre. En el clip, la actriz que interpreta a Riyashi prepara una bomba delante de una joven actriz que representa a su hija. Ésta sigue a su madre y canta: «Mamá, ¿qué llevas en brazos en vez de a mí? ¿Un juguete o un regalo para mí?». La madre no contesta y pronto abandona la casa, mientras la hija canta: «Vuelve pronto, mamá». La hija actriz ve entonces un reportaje en la televisión sobre el atentado terrorista, y canta a su madre muerta: «En vez de mí, llevabas una bomba en las manos. Sólo ahora me doy cuenta de lo que era más querido que nosotros». A continuación, se muestran primeros planos de los rostros de los hijos de Riyashi en el estudio, y la cámara vuelve al vídeo que muestra a su madre con soldados israelíes. Se oye una explosión. La niña del vídeo, con un explosivo en la mano, canta: «Sigo los pasos de mi madre». La cámara vuelve al estudio. El presentador dice: «Declaramos al ocupante que continuaremos siguiendo los pasos de la shahida y guerrera de la yihad Reem Riyashi hasta que liberemos nuestra patria de tus manos, usurpador». |              |                                        |                           |
| 404 | 20           | «Nassour y la expulsión de los judíos» | 22 de septiembre de 2009  |
| Saraa y Nassour discuten cómo tratar a los judíos. Nassour declara: «No habrá judíos ni sionistas, inshaallah. Serán aniquilados». Saraa: «Expulsados». Nassour: «Y así como visitaremos la Kaaba [en La Meca]... todo el mundo visitará Jerusalén». Entonces, un niño palestino de 7 años cuenta por teléfono que su padre, miembro delas Brigadas Izz ad-Din al-Qassam (el ala militante de Hamás), «murió como un shahid». Nassour pregunta: «¿Qué quieres hacer a los judíos que mataron a tu padre?». El niño responde: «Quiero matarlos». Saraa: «No queremos hacerles nada, sólo expulsarlos de nuestra tierra». Nassur: «Queremos matarlos para que los expulsen de nuestra tierra, ¿verdad?». Saraa: «Sí. Así es. Los expulsaremos de nuestra tierra utilizando todos los medios». Nassur: «Y si no quieren [irse] pacíficamente, mediante un acuerdo, tendremos que [hacerlo] mediante una masacre». |              |                                        |                           |
| 405 | 21           | «Saraa y el lenguaje del enemigo»      | 16 de octubre de 2009     |
| Nassour revela sus conocimientos de hebreo. Saraa habla de las ventajas de aprender hebreo e inglés, y afirma: «queremos conocer la lengua de nuestros enemigos». |              |                                        |                           |

### Episodios posteriores
| N.º en serie | N.º en temp. | Título                                                                       | Fecha de emisión original |
| --- | ------------ | ---------------------------------------------------------------------------- | ------------------------- |
| - | -            | «Las nietas pequeñas de Umm Nidal Farhat quieren seguir su ejemplo»          | 29 de marzo de 2013       |
| Las presentadoras entrevistan a las jóvenes nietas y al nieto de la activista de Hamás Umm Nidal Farhat (madre de cuatro terroristas asesinados). Una de las nietas, Iman, dice que su difunto padre fabricaba cohetes, y el presentador especifica que eran cohetes Qassam. El presentador pregunta si la abuela aprobaba las actividades de su hijo, a lo que Iman responde: «Sí, por supuesto». El presentador pregunta si está orgullosa de su abuela y de su padre Shahid y si quiere seguir sus pasos, a lo que Iman también responde «Sí». Otra nieta, Umm Nidal, declara: «Hago un llamamiento a todas las madres, hijas y hermanas musulmanas: la mezquita de Al-Aqsa espera que seamos la próxima generación que marche hacia ella. No escatiméis para nosotras comandantes, soldados y amantes del martirio. <...> Las madres envían a sus hijos a la victoria o al paraíso, inshaallah». A continuación, los niños cantan a coro una canción sobre la yihad y los «explosivos de gloria», tras lo cual un personaje disfrazado de gallina invita a aplaudir. Las niñas presentadoras llaman al sacrificio de vidas por Alá y la «liberación de Palestina», afirmando que ningún precio es demasiado alto para alcanzar este objetivo. |              |                                                                              |                           |
| - | -            | «Nahul explica qué es una negociación»                                       | 29 de noviembre de 2013   |
| El presentador enseña a Nahoul el significado de la palabra «negociación». Según su explicación, significa «que nosotros y los sionistas nos haremos amigos» y que «debemos perdonarles la sangre de todos los shahids», a lo que él responde: «¡Nunca!». Nahul continúa explicando que en las negociaciones «obtendremos la mitad de Jerusalén y ellos la otra mitad, eso si están de acuerdo», a lo que él responde: «Roma, ¿estás diciendo que un judío rezará a mi lado? Imposible». La chica continúa explicando en nombre de otra persona: «Las negociaciones significan que arrestaremos, torturaremos y mataremos a los muyahidines», y añade: «Significa que el 90 % de Palestina, nuestra tierra, irá a los judíos», a lo que Nahoul repite que eso es imposible. Cuando el presentador le pregunta: «¿estás con ellos o con la resistencia?». Nahul responde que está con el «pif-paf», pero que no lo hará solo, sino junto con la «resistencia». |              |                                                                              |                           |
| - | -            | «Pide el asesinato de judíos»                                                | 2 de mayo de 2014         |
| Nahul el abejorro enseña a los niños que si se encuentran con judíos, deben golpearlos para que su cara «se ponga roja como un tomate». Aún mejor, según Nahul, es tirar piedras a los judíos. A una niña que quiere ser policía como su tío, el presentador le dice que su tío no sólo atrapa ladrones y gamberros, sino que también mata judíos. «¿Quieres ser como tu tío?», pregunta la niña presentadora. «Sí, quiero matar judíos», responde ella. «¿A todos los judíos? - A todos. - Bien». |              |                                                                              |                           |
| - | -            | «Compraré un cartucho»                                                       | 16 de mayo de 2014        |
| En un programa protagonizado por elabejorro Nakhoul, una niña con una bandera palestina pintada en la mejilla recita un poema sobre el deseo de comprar un cartucho de pistola a cualquier precio, en recuerdo de la expulsión y huida de los árabes palestinos en 1948 («Nakbeh»). |              |                                                                              |                           |
| - | -            | «Los criminales judíos conspiran para sustituir Al Aqsa por su falso templo» | 15 de julio de 2022       |
| Un hombre vestido de animador habla a los niños sobre Jerusalén y la mezquita de al-Aqsa. Una niña dice que no se debe permitir que los judíos destruyan al-Aqsa. El niño dice que si los musulmanes se adhieren a la sharia, Palestina será definitivamente «liberada». El hombre añade que los musulmanes también deben hacer la yihad; el niño responde que la yihad por el bien de Alá es «la cumbre del Islam». El hombre disfrazado también afirma que los «criminales judíos» tienen una conspiración, explicando: «Están cavando túneles bajo la mezquita de al-Aqsa para... se me olvida, ¿qué quieren construir?... Quieren sustituir la Cúpula de la Roca por un templo... templo... ¿cómo se llama?». El niño responde que los judíos quieren construir «el falso templo de Salomón», pero que eso nunca sucederá mientras los palestinos «defiendan» Jerusalén. El chico afirma que los palestinos lucharán hasta la última gota de sangre. El hombre está de acuerdo y elogia a los shahids, los heridos, los cautivos y los exiliados que se sacrificaron «por la defensa de al-Aqsa». |              |                                                                              |                           |

## Recepción
La revista en línea Flavorwire incluyó «Pioneros del mañana» en su reseña de «Los programas de televisión infantiles más espeluznantes del mundo», calificando el programa de «sacrilegio a la tecnología de filmación moderna». La web de crítica cinematográfica Film Threat calificó el espectáculo de «ataque sostenido al buen gusto y la inteligencia». Se ha señalado el impacto negativo del espectáculo en los niños musulmanes de todo el mundo y especialmente a la generación más joven de niños palestinos, que están siendo educados por tales materiales para ser antisemitas, yihadistas, intransigentes y victimistas. El Centro Meir Amit para el Estudio del Terrorismo describió la emisión como un «lavado de cerebro» por parte de Hamás, señalando que era sólo un aspecto de la política global del grupo de adoctrinamiento religioso y político de los niños.
Diane Disney Miller, hija de Walt Disney, creador de Mickey Mouse, calificó a Hamás de «pura maldad», y añadió: «no es sólo Mickey, es este tipo de adoctrinamiento de los niños, enseñarles a ser malvados». Mustafa Barghouti, ministro de Información de la Autoridad Palestina, declaró que el programa mostraba «un enfoque equivocado de la lucha palestina contra la ocupación israelí». El canal de televisión, sin embargo, hizo caso omiso de su petición de que se cerrara el programa. En 2010, en relación con las actividades incendiarias de Al-Aqsa TV, de las que se hicieron eco varias ONG, entre ellas MEMRI y Palestinian Media Watch, el canal fue prohibido en Estados Unidos por ser «el principal medio de comunicación de Hamás, que emite programas y vídeos musicales diseñados para reclutar a niños que, una vez alcanzada la edad adulta, se convertirán en operativos armados de Hamás y terroristas suicidas». Ese mismo año, a raíz de una recomendación de la Comisión Europea, la cadena también fue prohibida en Francia.